# Odozana decepta
Odozana decepta är en fjärilsart som beskrevs av William Schaus 1911. Odozana decepta ingår i släktet Odozana och familjen björnspinnare. Inga underarter finns listade i Catalogue of Life.